# Langbekaal
De langbekaal (Avocettina infans) is een straalvinnige vissensoort uit de familie van langbekalen (Nemichthyidae). De wetenschappelijke naam van de soort werd in 1878 als Nemichthys infans gepubliceerd door Günther.

## Kenmerken
Deze diepzee-aal heeft een opvallend slank, bruin of zwart lichaam met grote ogen, dat uitloopt in een zweepvormige staart. De lange dunne kaken bevatten talrijke tandjes, maar sluiten niet op elkaar. De lichaamslengte bedraagt 75 cm en het gewicht 500 gram.

## Leefwijze
Hun voedsel bestaat uitsluitend uit kreeftjes.

## Gedaanteverandering
Onvolwassen mannetjes en vrouwtjes vertonen veel gelijkenis met elkaar, maar voordat de mannetjes overgaan naar de geslachtsrijpe toestand, ondergaan ze een bijzondere gedaanteverwisseling. De kaken verkorten zich en ze verliezen hun tanden. Door deze metamorfose werden ze ooit als een aparte soort beschreven en in een andere familie ondergebracht.

## Verspreiding en leefgebied
Deze soort komt wereldwijd voor in tropische tot gematigde zeeën.